# Bandai (Gong)
Bandai, auch bebendai, babendai, bandil, babandih, selegai, ist ein flacher hängender Buckelgong aus Bronze, der in den malaysischen Bundesstaaten Sarawak und Sabah meist in einem Gong-Ensemble eingesetzt wird. Der bandai (in Sarawak) wird wie der bandil (in Sabah) üblicherweise von Frauen gespielt. Ein großes Gong-Ensemble, das bei rituellen Anlässen und zur Tanzbegleitung auftritt, heißt in Sarawak engkerumong und in Sabah kulintangan. Zu einem typischen Gong-Ensemble gehören eine melodieführende Gongreihe, eine Fasstrommel gendang und hängende Buckelgongs: ein bandai, ein kleinerer flacher Gong canang, zwei größere tawak mit einem hohen Rand und ein sehr großer gong agung. Die flachen bandai haben einen geringeren materiellen und ideellen Wert als die Gongs mit einem höheren Rand.

## Herkunft
Bronzegongs jeder Form und Größe sind in weiten Teilen Südostasiens die bedeutendsten traditionellen Musikinstrumente. Spätestens um die Mitte des 1. Jahrtausend v. Chr. entstanden im Bereich von Südchina und Vietnam Kesselgongs – bekannt als „Bronzetrommeln“, die mit der Dong-Son-Kultur in Verbindung gebracht werden und noch in einigen Gebieten eine kultische Bedeutung besitzen. Unabhängig von einem früheren Fund aus der Han-Dynastie gilt als gesichert, dass Bronzegongs in China seit Anfang des 6. Jahrhunderts n. Chr. in Gebrauch waren. Seit dem 9./10. Jahrhundert sind Buckelgongs praktisch überall auf dem südostasiatischen Festland und auf den Inseln verbreitet. Fundstücke aus gesunkenen Schiffen im Südchinesischen Meer um Borneo werden in eine frühe Periode vom 9. bis zum 13. Jahrhundert eingeteilt, als flache Gongs (luo in China), Becken und Glocken üblich waren, und in eine zweite Periode vom 13. bis zum 17. Jahrhundert. Die an den Küsten gesunkenen Schiffe enthielten in dieser Zeit als Musikinstrumente hauptsächlich Buckelgongs. Große Firmen, die Gongs herstellen, gibt es heute vor allem auf Java. Die gesamte malaiische Inselwelt wird heute von Gongs aus Java beliefert. Früher wurden die Gongs hauptsächlich in Brunei gefertigt.
In Südostasien sind Bronzegongs die vielfältigste Instrumentengruppe unter den Idiophonen und in Malaysia kommen sie fast ausschließlich in Form von Buckelgongs vor. Borneo gehört zur südostasiatischen Kulturregion der Gongkreise (mehrere unterschiedlich gestimmte, liegende Buckelgongs in einer Reihe), die Myanmar (hsaing waing), Thailand (pi phat), Südphilippinen (kulintang) und die Sundainseln (gamelan) einschließt. In Malaysia gehören Buckelgongs zu Ensembles, die Gesang, Tanz, Theater und Rituale begleiten. Die Buckelgongs haben auch die Dschungelgebiete Borneos erreicht, wobei dort häufig nur ein oder zwei Gongs in einem Ensemble vorhanden sind und diese wenigen Gongs eher rhythmisch geschlagen werden. In der gesamten Region werden jedoch Gongs häufiger zur Melodiebildung verwendet, dies gilt auch für die Gongreihen, die zu den Gong-Ensembles in Borneo gehören.
Die Bevölkerung Borneos wird generell in Muslime (Malaien) und Nicht-Muslime (Dayaks) unterschieden. Der Begriff Dayak umfasst die ursprünglichen, im Landesinnern lebenden Völker, in deren Religion typischerweise christliche und animistische Elemente verbunden sind. In der speziellen malaiisch-islamischen Kultur mit orientalischen Wurzeln fehlen Gongs üblicherweise, lediglich bei einigen städtischen Bühnenaufführungen, etwa bei der Tanzform Zapin können Buckelgongs verwendet werden.
Buckelgongs sind außermusikalisch als Ritualobjekte von wesentlicher Bedeutung. Manche Gongtypen stehen für den Wohlstand einer Familie und genießen eine hohe Wertschätzung. Gong-Ensembles spielen in Borneo zu zeremoniellen und zu gesellschaftlichen Festveranstaltungen. Sie werden mancherorts eingesetzt, um durch Musik und Tanz eine Verbindung zu den jenseitigen Mächten herzustellen. Zu den kosmogonischen Vorstellungen der Lotud, einer ethnischen Gruppe der Dusun in Sabah, gehört etwa das Ritual Mamahui Pogun („Reinigung der Welt“), bei dem mit Hilfe von Gongs die Welt gereinigt und erneuert werden muss, um ansonsten eintretende Katastrophen abzuwenden.
Viele der in Borneo vorhandenen Gongs sind über 100 Jahre alt, sie wurden und werden nicht lokal hergestellt, sondern stammen aus Java oder Brunei. Manche sind Handelsware vom Süden der Philippinen, lediglich große Flachgongs stammen aus China. Die alten Gongs gelangten als Einzelstücke durch Warenaustausch, Kompensationsleistungen oder bei höheren Schichten durch Brautpreiszahlungen zu ihren Besitzern.

## Namen

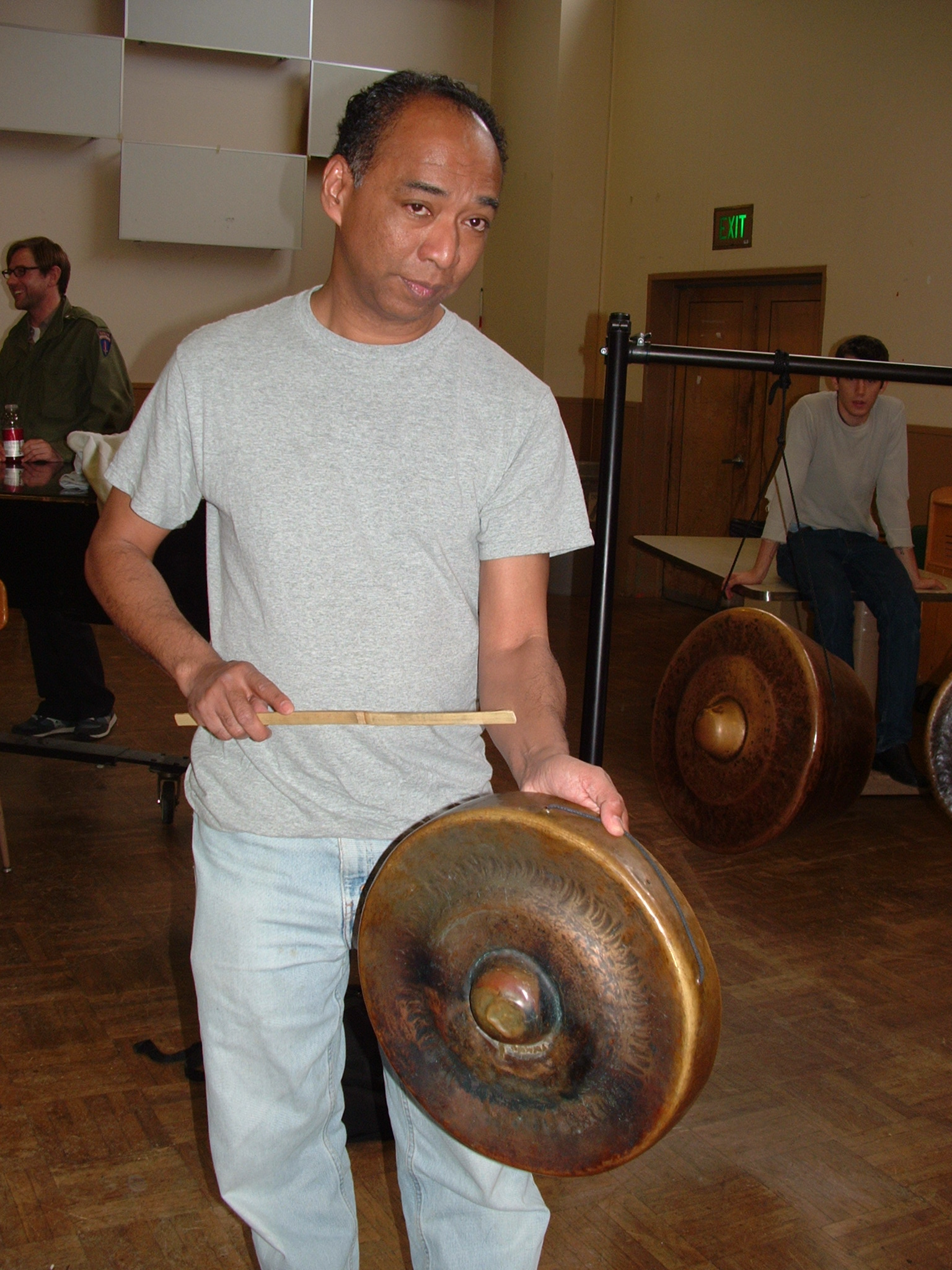
Babandil, ähnlicher Gong im Kulintang-Ensemble. Handhabung untypisch

Varianten der Bezeichnung bandai sind bebendai oder bandil bei den Iban und anderen Ethnien in Sarawak sowie bandil in Sabah. Namensverwandte einzelne Hängegongs im südphilippinischen Kulintang-Ensemble heißen babandil oder babendil bei den Magindanaon (Provinz Maguindanao) und babndir bei den Maranao (Provinz Lanao del Sur). Bandai, bandil, babandil und ähnliche Schreibweisen werden auf das altjavanische Wort bendé zurückgeführt, das für einen kleinen hängenden Gong steht, der gemäß Jaap Kunst in den 1930er Jahren in Java nicht im eigentlichen Gamelan gespielt, sondern als heiliges Instrument des Kraton von Yogyakarta bei Prozessionen mitgeführt wurde. Im heutigen balinesischen gamelan beleganjur kommt ein bendé in einer ungewöhnlichen Form als großer hängender Buckelgong mit einer nach innen gerichteten Wölbung in der Mitte vor. Das Wort ist aus zwei schriftlichen Quellen des 14. Jahrhunderts bekannt: dem 1341 datierten Ranggalawe und dem Versepos Kidung Sunda vom Ende des 14. Jahrhunderts. Bendé in diesen Texten wird als Becken oder kleiner Gong übersetzt. Die Kajang in Sarawak nennen den Gong selegai.

## Bauform
Buckelgongs haben einen umgebogenen Rand und eine Aufwölbung in der Mitte. Der Durchmesser des bandai beträgt maximal 40 bis 50 Zentimeter. Der Rand ist drei Zentimeter oder etwas mehr umgebogen. Ein solcher flacher Rand unterscheidet die zu den gong kecil („kleiner Gong“) gezählten bandai von den gong besar („großer Gong“, auch Name eines Ensembles) oder tawag genannten Gongs mit einem hohen und in einem spitzen Winkel umgebogenen Rand. Diese beiden Gongtypen werden gleichermaßen verwendet. Bei manchen bandai ist der Bereich um den kleinen Buckel in der Mitte mit geometrischen Mustern oder Drachenfiguren verziert. Eine kurze Schnur, die an zwei Löchern am Rand befestigt ist, dient als Haltegriff. Der bandai wird hängend gespielt und mit einem Holzstab auf den Buckel oder auf den Rand geschlagen.
Ähnliche mittelgroße Flachgongs mit kleinem Buckel heißen in Malaysia und Indonesien canang(„Handgong“, „kleiner Gong“). Sie werden in einem Holzkasten liegend einzeln (canang tunggal, „alleiniger Gong“), paarweise oder zu sechst in einem Gongkreis angeordnet in unterschiedlichen Ensembles gespielt. Der größte Gong in Sarawak ist der gong agung, ein hängender Buckelgong mit breitem Rand und in Malaysia mit mindestens 76 Zentimetern Durchmesser.

## Spielweise
In einem großen Ensemble für hängende Gongs in Sarawak (gong besar), wie es bei den zu den Dayaks gezählten Kayan, Kajang und Bidayuh vorkommt, werden bandai zusammen mit dem großen gong agung, dem mittelgroßen breitrandigen Gong tawag (auch tawak-tawak), dem kleineren flachen Gong canang (auch gan) und einer einfelligen Röhrentrommel (katoa und weitere Bezeichnungen) gespielt. Der Plural tawak-tawak bezieht sich auf zwei Gongs, die mit der Schlagfläche gegeneinander gerichtet in einem Gestell hängen.
Die Iban und Bidayuh in Sarawak besitzen das Ensemble engkerumong, das seinen Namen von einer Reihe von fünf bis neun kleinen, in einem Holzkasten liegenden Buckelgongs erhalten hat. Die Gongreihe ist mit dem keromong im Terengganu Gamalan namensverwandt und entspricht dem kulintangan in Sabah. Die mit zwei Holzstöckchen angeschlagene Gongreihe ist das führende Melodieinstrument, das wie die übrigen Gongs üblicherweise von Frauen gespielt wird, während die Männer die Trommeln schlagen. Als Begleitung dienen zwei oder mehr hängende Gongs (bandai oder tawak) und ein oder zwei Trommeln. Das engkerumong-Ensemble spielt bei unterschiedlichen Anlässen, zu denen das jährliche Erntefest gawai gehört. Die Musik hierzu heißt gendang kawai. Mit dem Ensemble wird außerdem die Begleitmusik bei Kriegstänzen, gendang ajat, die Hochzeitsmusik gendang ngambi bini und die Musik gendang berumah gespielt, die beim Bau eines neuen Hauses benötigt wird.
In einem anderen Gong-Ensemble der Bidayuh werden die drei unterschiedlich großen Buckelgongs ketawak (auch katawak, entspricht tawak), bandil und sanang mit dem seltenen Flachgong puum bei jahreszeitlichen Festen und religiösen Ritualen sowie zur Begrüßung von Besuchern zusammen gespielt.
Batitik ist ein Gong-Ensemble der Bajau in Sabah, bei dem das melodieführende kulintangan (eine dem südphilippinischen kulintang entsprechende Buckelgongreihe) von zwei großen Hängegongs (gong besar), zwei kleineren bandil und zwei mit den Händen geschlagenen Fasstrommeln (gendang) begleitet wird. Im Verlauf der zwischen vier und acht Stunden dauernden Aufführung steigern die Musiker ihre Spielweise allmählich bis zu einem rasenden Tempo, das sie nur für eine kurze Zeit beibehalten können. Die engen kulturellen Kontakte zu den südlichen Philippinen erklären die vom dortigen kulintang-Ensemble übernommenen musikalischen Formen. Der bandil kommt auch bei anderen Ethnien in Sabah vor. Bei den Dusun gehört der bandil neben dem gong besar, der Mundorgel sumpotan und der Fasstrommel gendang zu den beliebtesten Musikinstrumenten. Dasselbe gilt für die Murut, bei denen jedoch ein tagunggak genanntes Set aus mehreren Bambusgongs an erster Stelle der Beliebtheit steht. Muslimische Ethnien in Sabah ziehen den kulintangan, das Bambusxylophon gabbang, die Zupflaute gambus und die biola (Violine) dem bandil und dem gong besar vor.
Ein Gong-Ensemble der Dayak im Regierungsbezirk Ketapang in der indonesischen Provinz Kalimantan Barat (am oberen Jelai-Fluss) besteht aus dem melodieführenden kelinang (Reihe von acht Buckelgongs), einer Fasstrommel gendang und je nach Anlass weiteren Gongs, beispielsweise drei babandih und ein tawak. Die vier einzelnen Gongs werden von jeweils einem Musiker bedient.
Allgemein werden in einem großen Ensemble in Borneo bis zu neun hängende Gongs mit Durchmessern zwischen 30 und über 70 Zentimetern verwendet, die zusammen mit der liegenden Gongreihe und der Trommel rhythmisch verzahnt (englisch: interlocking) geschlagen werden. Häufig gibt der Trommler ein rhythmisches Muster mit vier Zählzeiten vor, das vom Spieler der Gongreihe und dem Spieler des großen hängenden Gong (gong agung) aufgegriffen wird. Ein Musiker betont mit dem kleinen hängenden Gong jeden zweiten Schlag des Rhythmusmusters, das bis zum Ende praktisch unverändert durchgehalten wird. Mit dem unisono Schlag auf dem kleinsten Gong der Gongreihe wird ein hoher Bordunton hinzugefügt. Das in mittelschnellem Tempo begonnene Stück wird gegen Schluss beschleunigt.

## Sonstige kulturelle Bedeutung
Die Wertschätzung für bandai, bandil und andere Flachgongs in Sarawak und Sabah ist geringer als für die großen Gongs. Grundsätzlich können sie wie alle Gongs in einzelnen Fällen als Brautpreis verwendet werden, der vom Bräutigam an den Vater der Braut und dessen Familie zu zahlen ist. Der Brautpreis kann sich des Weiteren aus Geld, Wasserbüffeln und chinesischen Keramikvasen zusammensetzen.
Die gelegentlich zu hörende Bezeichnung canang kimanis (auch chanang oder chenang kimanis) anstelle von bandil steht, wie bereits Ivor H. N. Evans 1922 berichtet, für einen sehr wertvollen kleinen Gong, der wesentlich teurer als ein gong agung ist. Evans vermerkt, die Gongs seien in Java, Brunei oder eventuell in China hergestellt worden. Ihr Wert wurde mit einer bestimmten Anzahl Wasserbüffel gegengerechnet und konnte um 1922 etwa 200 Dollar betragen. Owen Rutter (1929) erwähnt im Distrikt von Kimanis einen äußerst ungewöhnlichen Gong mit zwei Buckeln und dem assoziativen Namen chenang betina („weiblicher kleiner Gong“).